# Американская ассоциация наблюдателей переменных звёзд
Американская ассоциация наблюдателей переменных звезд (American Association of Variable Star Observers, AAVSO) была основана в 1911 году астрономом Эдуардом Пикерингом для осуществления координации работы наблюдателей переменных звезд, сбора, оценки, анализа, публикации и хранения данных о поведении переменных звёзд, собранных в значительной степени астрономами-любителями и обеспечения доступа к данным для профессиональных астрономов, исследователей и педагогов.
Так как профессиональные астрономы не имеют времени или ресурсов для мониторинга каждой переменной звезды, астрономия является одной из немногих наук, где любители могут внести реальный вклад в научные исследования. Международная база данных AAVSO в настоящее время насчитывает более 18 миллионов переменных звезд, данные о которых начали собираться 100 лет назад. Ежегодно в базу данных вносится более 500 тысяч записей от почти 2000 профессиональных и самодеятельных наблюдателей, а данные регулярно цитируются в научных журналах. По состоянию на 2017 год Международная база данных AAVSO насчитывает более 33 миллионов отчетов наблюдений переменных звезд.
AAVSO также весьма активна в сфере образования и связей с общественностью. Ассоциация регулярно проводит учебные семинары для любителей науки и публикует статьи с любителями, как соавторами. В 2009 году Национальный научный фонд США выделил AAVSO трехлетний грант на финансирование проекта, разработанного для изучения затмения в системе Эпсилон Возничего в 2009—2011 гг. Проект, названный Любительское небо (Citizen Sky), организует наблюдения затмения и возможность сообщить о полученных сведениях в центральную базу данных.
AAVSO первоначально (1911—1956 гг.) находилась на территории обсерватории Гарвардского колледжа, а затем переехала в отдельное помещение, расположенное там же в Кембридже. В 2007 году AAVSO приобрела и переехала в недавно освободившиеся помещения журнала Sky & Telescope.
AAVSO в настоящее время насчитывает более 2000 членов и наблюдателей, причем примерно половина из них из-за пределов Соединенных Штатов.